# 雷薄
雷 薄（らい はく、生没年不詳）は、中国後漢時代末期の武将。揚州廬江郡の人か。

## 正史の事跡
| 姓名           | 雷薄              |
| 時代           | 後漢時代          |
| 生没年         | 〔不詳〕          |
| 字・別号       | 〔不詳〕          |
| 本貫・出身地等 | 揚州廬江郡?       |
| 職官           | 〔不詳〕          |
| 爵位・号等     | -                 |
| 陣営・所属等   | 袁術→〔独立勢力〕 |
| 家族・一族     | 〔不詳〕          |

袁術配下。しかし建安4年（199年）までには、僚友の陳蘭と共に出奔し、灊山（せんざん）に立て篭もった。後に没落した袁術が頼ってきたが、受け入れを拒絶している。『三国志』魏書袁術伝の注に引く『呉書』によると、この後まもなく、袁術一行は食料が絶えて餓死した。
以後、雷薄の名は史書に現れない。しかし、同姓の雷緒という人物がおり、陳蘭と行動を共にしているため、潘眉『三国志考証』巻三は「雷薄、劉馥伝ハ雷緒ニ作ル」とし、雷薄と雷緒が同一人物と主張する。

## 物語中の雷薄
小説『三国志演義』では、まず徐州の呂布討伐で第4軍副将として出陣するが、呂布軍の張遼・臧覇に迎撃されて敗退している。後に袁術の贅沢振りに愛想をつかして、陳蘭と共に嵩山に引き篭もってしまう。さらに、劉備の討伐で壊滅させられた袁術から財宝と糧食を奪い取る。その後は『演義』では登場しない。